# De rör sig som skuggor i solens glans
De rör sig som skuggor i solens glans är en psalm med text skriven 1971 av Anders Frostenson och musik skriven 1976 av Torgny Erséus. Musiken bearbetades 1986. Texten är hämtad från Ordspråksboken 31:8.

## Publicerad i
- Herren Lever 1977 som nummer 915 under rubriken "Tillsammans i världen - Fred - frihet - rättvisa".[2]
- Psalmer och Sånger 1987 som nummer 693 under rubriken "Tillsammans i världen".[1]